# Luiz Alves
Luiz Alves är en kommun i Brasilien.   Den ligger i delstaten Santa Catarina, i den södra delen av landet, 1 200 km söder om huvudstaden Brasília. Antalet invånare är 10 449.
I omgivningarna runt Luiz Alves växer i huvudsak städsegrön lövskog. Runt Luiz Alves är det ganska glesbefolkat, med 34 invånare per kvadratkilometer.